# Lepthyphantes msuyai
Lepthyphantes msuyai är en spindelart som beskrevs av Nikolaj Scharff 1990. Lepthyphantes msuyai ingår i släktet Lepthyphantes och familjen täckvävarspindlar.
Artens utbredningsområde är Tanzania. Inga underarter finns listade i Catalogue of Life.